# (32199) 2000 ON2
2000 ON2 (asteroide 32199) é um asteroide da cintura principal. Possui uma excentricidade de 0.21116610 e uma inclinação de 8.62862º.
Este asteroide foi descoberto no dia 27 de julho de 2000 por Crni Vrh em Crni Vrh.